# Susanne Höfner
Susanne Höfner, född  1967 i Wien, Österrike är professor i teoretisk astrofysik vid Uppsala universitet. 
Höfner disputerade 1994 på en avhandling om stoftdriven massförlust i variabla stjärnor med långa perioder. Hennes forskning handlar om röda jättestjärnor och deras atmosfärer. Hennes teori om att mikrometerstora stoftkorn driver vindarna från vissa typer av röda jättar uppmärksammades särskilt när den bekräftades av observationer 2012. 2012 blev hon professor i dynamisk astrofysik vid Uppsala universitet och 2013 utsågs hon som efterträdare till Bengt Gustafsson som professor i teoretisk astrofysik vid samma universitet.
Höfner invaldes 12 maj 2021 till ledamot av Kungliga Vetenskapsakademien.